# 奇跡 (くるりの曲)
「奇跡」（きせき）は、日本のロックバンド、くるりの24枚目のシングル。2011年6月1日にSPEEDSTAR RECORDSから発売された。

## 概要
ギャガ配給映画『奇跡』の主題歌であり、大鵬薬品工業「チオビタドリンク」のCMソングにもなっている。岸田繁曰く「ここ何年かでいちばんええ曲を書いたつもり」とのこと。楽曲自体の原型はツアーで訪れた鹿児島滞在中に作られたものであり「映画の鹿児島とか九州の映像を見たとき、これだって思った」と語っている。
ジャケットは白地に赤文字で歌詞を一面にプリントしたもの。カップリングは同曲のインストゥルメンタルのみで、販売価格500円のいわゆる「ワンコインシングル」として発売されている。
ドラムにbobo（54-71）、ギターにフジファブリックの山内総一郎、ペダルスチールに高田漣、パーカッションに後にメンバーとなる田中佑司が参加している。
プロモーション・ビデオは映画『奇跡』の監督である是枝裕和が、映画内の子供達の映像を再編集して作成したもので、本編では使用されていないカットも盛り込まれている。冒頭に「今日も、JR九州をご利用下さいましてありがとうございます。」というアナウンス（前田航基の乗っている817系電車の自動車内放送として流れたもの）が入っている。
演奏時間はくるりのシングル曲の中では1番最長である。

## 収録曲
1. 奇跡 [6:39]
作詞・作曲：岸田繁、編曲：くるり
2. 奇跡（Instrumental）

## 収録アルバム
| 曲名 | アルバム                                        | 発売日        | 備考                |
| ---- | ----------------------------------------------- | ------------- | ------------------- |
| 奇跡 | 『ベスト オブ くるり -TOWER OF MUSIC LOVER 2-』 | 2011年6月29日 | 3rdベスト・アルバム |